# Operator konsekwencji
Operator konsekwencji – pojęcie wprowadzone do logiki przez Alfreda Tarskiego. Motywacją dla jego wprowadzenia była formalizacja pojęcia konsekwencji określonego zbioru przesłanek.

## Definicja
Niech {\displaystyle E} będzie dowolnym zbiorem. Operatorem konsekwencji w zbiorze {\displaystyle E} jest funkcja {\displaystyle \mathbf {Cn} \colon {\mathcal {P}}(E)\to {\mathcal {P}}(E)} spełniająca warunki:
|  |  | {\displaystyle X\subseteq \mathbf {Cn} (X)} |  | (1) |

|  |  | {\displaystyle X\subseteq Y\;\Rightarrow \;\mathbf {Cn} (X)\subseteq \mathbf {Cn} (Y)} |  | (2) |

|  |  | {\displaystyle \mathbf {Cn} {\big (}\mathbf {Cn} (X){\big )}\subseteq \mathbf {Cn} (X),} |  | (3) |

dla {\displaystyle X,Y\subseteq E,}
przy czym (1) i (3) implikują, że
|  |  | {\displaystyle \mathbf {Cn} {\big (}\mathbf {Cn} (X){\big )}=\mathbf {Cn} (X)} |  | (4) |

Co więcej, warunki (1) – (3), równoważne są warunkowi:
|  |  | {\displaystyle X\subseteq \mathbf {Cn} (Y)\quad \Leftrightarrow \quad \mathbf {Cn} (X)\subseteq \mathbf {Cn} (Y),} |  | (5) |

## Zbiory sprzeczne
Zbiór {\displaystyle X\subseteq E} jest {\displaystyle \mathbf {Cn} }-sprzeczny, jeśli
{\displaystyle \mathbf {Cn} (X)=E}
Zbiór, który nie jest {\displaystyle \mathbf {Cn} }-sprzeczny, jest {\displaystyle \mathbf {Cn} }-niesprzeczny.

## Teorie, zupełność
Punkty stałe operatora konsekwencji nazywa się czasem jego teoriami.
Teoria {\displaystyle \mathbf {Cn} }-zupełna, to maksymalna teoria {\displaystyle \mathbf {Cn} }-niesprzeczna:
{\displaystyle X\in \mathbf {Cmpl} (\mathbf {Cn} )\;\Leftrightarrow \;X=\mathbf {Cn} (X)\neq E\,\wedge \,\bigwedge \nolimits _{Y\supsetneq X}\mathbf {Cn} (Y)=E}
Uwaga.
Rodzina {\displaystyle \mathbf {Th} _{\mathbf {Cn} }} wszystkich {\displaystyle \mathbf {Cn} }-teorii z działaniami
{\displaystyle X\sqcap Y=X\cap Y\quad {\mbox{i}}\quad X\sqcup Y=\mathbf {Cn} (X\cup Y)\quad ,\qquad X,Y\in \mathbf {Th} _{\mathbf {Cn} }}
jest kratą zupełną.
dowód.
1. Jeśli {\displaystyle X_{j}\,,\;j\in J,} są teoriami, to

{\displaystyle \mathbf {Cn} (\bigcap \nolimits _{j\in J}X_{j})\subseteq \bigcap \nolimits _{j\in J}\mathbf {Cn} (X_{j})=\bigcap \nolimits _{j\in J}X_{j}\subseteq \mathbf {Cn} {\big (}\bigcap \nolimits _{j\in J}X_{j}{\big )}.}
W szczególności część wspólna dwóch teorii jest teorią, czyli w rodzinie teorii zbiór {\displaystyle X\cap Y} jest kresem dolnym pary teorii {\displaystyle X\;{\mbox{i}}\;Y.} Aby pokazać, że {\displaystyle \mathbf {Cn} (X\cup Y)} jest kresem górnym pary teorii {\displaystyle X\;{\mbox{i}}\;Y,} niech {\displaystyle Z} będzie teorią ograniczającą obie te teorie z góry. Wówczas {\displaystyle \mathbf {Cn} (X\cup Y)\subseteq \mathbf {Cn} (Z)=Z,} co kończy dowód.
2. Zupełność. Jeśli {\displaystyle X_{j}\,,\;j\in J,} są teoriami, to {\displaystyle \bigcap \nolimits _{j\in J}X_{j}=\mathbf {inf} _{j\in J}X_{j}} oraz {\displaystyle \mathbf {Cn} {\big (}\bigcup \nolimits _{j\in J}X_{j}{\big )}=\mathbf {sup} _{j\in J}X_{j}.\qquad \qquad \square }
Krata {\displaystyle \mathbf {Th} _{\mathbf {Cn} }} nie musi być rozdzielna.

## Zwartość
Operator konsekwencji jest zwarty, jeśli każdy zbiór {\displaystyle \mathbf {Cn} }-sprzeczny zawiera skończony {\displaystyle \mathbf {Cn} }-sprzeczny podzbiór.

### Twierdzenia Lindenbauma
Dla zwartych operatorów konsekwencji zachodzi następujące twierdzenie:
Twierdzenie (Lindenbaum)
Załóżmy, że {\displaystyle \mathbf {Cn} } jest zwarta. Jeśli {\displaystyle X} jest niesprzeczne, to istnieje zupełna teoria zupełna {\displaystyle X^{\star }} zawierająca {\displaystyle X.}
Znane także w nieco ogólniejszej wersji pod postacią:
Twierdzenie (relatywne tw. Lindenbauma)
Niech {\displaystyle X} będzie teorią i niech {\displaystyle e\not \in X} będzie takie, że dla jakiegokolwiek {\displaystyle Y} z tego, że {\displaystyle e\in \mathbf {Cn} (Y)} wynika, że {\displaystyle e\in \mathbf {Cn} (Y_{0}),} dla pewnego skończonego {\displaystyle Y_{0}\subseteq Y.} Wówczas istnieje teoria {\displaystyle X^{\star }} zawierająca {\displaystyle X,} dla której {\displaystyle e\in \mathbf {Cn} (X^{\star }\cup \{c\})} o ile tylko {\displaystyle c\not \in X^{\star }.}
Oba twierdzenia łatwo się dowodzi z Lematu Kuratowskiego-Zorna. Okazuje się jednak, że są one równoważne Pewnikowi Wyboru.
Niech bowiem {\displaystyle {\mathcal {A}}} będzie parami rozłączną niepustą rodziną zbiorów niepustych, niech {\displaystyle E=\bigcup {\mathcal {A}}} i niech {\displaystyle \mathbf {Cn} (X)={\begin{cases}X,&{\mbox{ jeśli }}|A\cap X|\leqslant 1{\mbox{ dla }}{A\in {\mathcal {A}}}\\E,&{\mbox{ w przc. wyp.}}\end{cases}}.} {\displaystyle \mathbf {Cn} (X)} jest zwarty i {\displaystyle \varnothing } jest {\displaystyle \mathbf {Cn} }-niesprzeczne. Istnieje zatem {\displaystyle \mathbf {Cn} }-zupełna teoria {\displaystyle X^{\star }.} {\displaystyle \#(X^{\star }\cap A)\leqslant 2\,,\;A\in {\mathcal {A}}.} Gdyby dla pewnego {\displaystyle A\in {\mathcal {A}}} przekrój {\displaystyle X^{\star }\cap A} był pusty, to zbiór {\displaystyle X^{\star }\cup \{a\}} byłby niesprzecznym rozszerzeniem zbioru {\displaystyle X^{\star },} co jest niemożliwe.
To wystarczy, bowiem pierwsze z twierdzeń Lindenbauma wynika z twierdzenia drugiego.

## Finitarność
Operator konsekwencji jest finitarny, jeśli
{\displaystyle e\in \mathbf {Cn} (X)\;\Rightarrow \;\bigvee \nolimits _{X_{0}\subseteq X}{\big (}X_{0}\,{\mbox{- skończony}}\,\wedge \,e\in \mathbf {Cn} (X_{0}){\big )}}
Uwaga.
Finitarny operator konsekwencji ze skończonym zbiorem sprzecznym jest zwarty.
Dowód.
Niech {\displaystyle X^{\star }=\{e_{1},\dots ,e_{n}\}} będzie skończonym zbiorem sprzecznym i niech dany będzie dowolny sprzeczny {\displaystyle X.} Wówczas {\displaystyle e_{1},\dots ,e_{n}\in E=\mathbf {Cn} (X),} skąd z finitarności, istnieją {\displaystyle X_{1},\dots ,X_{n}\subseteq X,} dla których {\displaystyle e_{1}\in \mathbf {Cn} (X_{1}),\dots ,e_{n}\in \mathbf {Cn} (X_{n}).} Wówczas jednak, {\displaystyle X_{0}=X_{1}\cup \ldots \cup X_{n}\subseteq X} jest sprzeczny.
Uwaga ta jest o tyle istotna, że zazwyczaj rozpatrywane operatory konsekwencji są finitarne i mają wręcz jedno-, góra dwuelementowe zbiory sprzeczne.
W niektórych przypadkach, istnieje operacja {\displaystyle N\colon E\to E} o tej własności, że
{\displaystyle e\in \mathbf {Cn} (X)\;\Leftrightarrow \;\mathbf {Cn} (X\cup \{Ne\})\;\;e\in E\,,\;X\subseteq E.}
Wówczas zachodzi:
Fakt. Operator {\displaystyle \mathbf {Cn} } jest finitarny wtedy i tylko wtedy, gdy jest zwarty.
Pokazać jedynie trzeba, że jeśli operator ten jest finitarny, to jest skończony. Niech zatem {\displaystyle e\in \mathbf {Cn} (X).} Wówczas {\displaystyle \mathbf {Cn} (X\cup \{Ne\})} jest sprzeczny. Istnieje zatem skończony {\displaystyle X_{0}\subseteq X,} dla którego {\displaystyle \mathbf {Cn} (X_{0}\cup \{Ne\})} jest sprzeczny. To jednak znaczy, że {\displaystyle e\in \mathbf {Cn} (X_{0}),} co kończy dowód.

## Strukturalność
Jeśli {\displaystyle E} jest zbiorem formuł pewnego języka zdaniowego, to operator konsekwencji {\displaystyle \mathbf {Cn} } jest strukturalny, jeśli dla dowolnego homomorfizmu {\displaystyle h} języka zachodzi:
{\displaystyle e\in \mathbf {Cn} (X)\;\Rightarrow \;h(e)\in \mathbf {Cn} (h\,{\grave {}}\,{\grave {}}X),} dla {\displaystyle e\in E,\;X\subseteq E.}

## Komentarze
Z każdym systemem formalnym {\displaystyle {\mathfrak {S}}} związany jest operator konsekwencji {\displaystyle \mathbf {Cn} _{\mathfrak {S}}} (zob. systemów formalnych). Z drugiej strony, mając operator konsekwencji {\displaystyle \mathbf {Cn} } w zbiorze {\displaystyle E,} można rozważać system formalny {\displaystyle {\mathfrak {S}}_{\mathbf {Cn} }=\langle E,\{\vdash _{\mathbf {Cn} }\},\mathbf {Cn} (\varnothing )\rangle ,} gdzie {\displaystyle \vdash _{\mathbf {Cn} }=\{\langle \Pi ,e\rangle :\,e\in \mathbf {Cn} (\Pi )\,\}.} Wówczas {\displaystyle \mathbf {Cn} _{({\mathfrak {S}}_{\mathbf {Cn} })}=\mathbf {Cn} .} Ponadto, wychodząc od systemu formalnego {\displaystyle {\mathfrak {S}}} i następnie konstruując w wyżej wymieniony sposób system {\displaystyle {\mathfrak {S}}^{\star }} dla {\displaystyle \mathbf {Cn} _{\mathfrak {S}},} okaże się, że systemy {\displaystyle {\mathfrak {S}}} i {\displaystyle {\mathfrak {S}}^{\star }} są równoważne. Można powiedzieć nawet więcej: systemy formalne są równoważne wtedy i tylko wtedy, gdy wyznaczają te same operatory konsekwencji.